# Record (journal)
Pour les articles homonymes, voir Record.
Record est un quotidien sportif portugais.